# Падіння гігантів
«Падіння гігантів» (англ. Fall of Giants) — історичний роман валлійського письменника Кена Фоллетта. Перший роман із трилогії «Століття». У книзі розповідається про п'ять пов'язаних між собою родин протягом XX століття. Перша книга описує значні події, такі як Перша світова війна, Жовтневий переворот 1917 року, рух суфражисток. Продовження «Зима світу» оповідає про Другу світову війну (опубліковано 18 вересня 2012 року). Третя книга «Край нескінченності» розповідає про холодну війну і побачила світ 2014 року.

## Сюжет
Роман починається з розповіді про 13-річного хлопчика, Біллі Вільямса, який збирається розпочати свій перший робочий день у вугільній шахті у вигаданому валлійському містечку Аберовен (англ. Aberowen) у 1911 році.
За три роки після цього починається основна оповідь. Едвард Фітц Фітцгерберт, граф Фітцгерберт, який володіє заміським маєтком у Ебероуні і землею, на якій побудовані вугільні шахти, проводить вечірку для могутніх людей з усього світу. Серед його гостей:
- леді Мод Фітцгерберт, його сестра, значно ліберальніша, ніж її консервативний брат;
- Вальтер фон Ульріх, німецький аристократ та колишній товариш Фітца за навчанням. Він і Мод зізнаються одне одному в почуттях, які відчували протягом довгих років;
- граф Роберт фон Ульріх, австрійський двоюрідний брат Вальтера, гомосексуал;
- Гус Девар, високоосвічений американець, близький радник президента Вудро Вільсона;
- Бі Фітцгерберт, дружина Фітца, російська князівна;
- Георг V, король Британської Імперії;
- Марія Текська, дружина короля Георга V.

Головні герої, про яких розповідається після опису прийому: Григорій і Лев Пєшкови, двоє російських сиріт, які працюють на вагонобудівному заводі. У них є особисті рахунки з княжною Бі та іншими членами царської родини. Батька Лева і Григорія страчено за наказом сім'ї Бі за нібито незаконний випас худоби на землі, що належала родині Бі.
Головний сюжет роману будується навколо простих людей, які здебільшого успішно вирішують проблеми, які створює їм суспільство і доля (переважно в Британії та Росії), а особливо поміщики.
У романі є кілька ключових тем. Фоллетт пов'язав у ньому найважливіші історичні події. Він описує Першу світову війну, загибель імператорської Росії та роль Німеччини у розв'язанні кривавої війни, яка призвела до економічного колапсу та становлення Гітлера.
З російської історії, він показує роль Леніна в повстанні більшовиків як змову німецької розвідки у спробі поділити та побороти російський опір на східному фронті. Він не докладно оповідає про становлення Сталіна після смерті Леніна. Про це більше йдеться в другій книзі (на 500-й сторінці другого тому, ніби недооцінюючи роль Сталіна в історичних подіях Європи та США).
Протягом усього роману деякі глави автор присвячує руху за права жінок у Британії та ролі лейбористської партії у просуванні питань, що стосуються техніки безпеки праці після трагедії на шахті в Уельсі.
Автор показує значну різницю соціальних статусів шахтарів та власників шахт, відмінність у способі життя, здоров'ї та освіті. З трагічною точністю Фоллетт показує нещастя і страждання солдатів у окопах, зокрема, газові атаки, запальні снаряди проти артилерії, кулемети тощо. Війна триває, тисячі людей убито, а так звані командири продовжують думати, що це переможні тренування. Фоллетт звертає увагу на те, як промислові інтереси країн по обидва боки лінії фронту виграють від війни, продовжуючи розповідати, як почало зростати виробництво і як тіла загиблих солдатів доставляли до Англії.
Книга досліджує тодішню передісторію Німеччини, вартість її нескінченних спроб «виграти», які призводять до поразки і що стало причиною, через яку нікому не відомий капрал Адольф Гітлер почав шукати шляхи для особистої помсти за економічне руйнування Веймарської республіки, до якого призвів мирний договір.
Долі героїв роману та членів їхніх сімей змінюються на краще і на гірше як через їхні взаємні стосунки, так і через вплив на них наслідків Першої світової війни.

## Відгуки критиків
Книга отримала здебільшого відгуки від змішаних до сприятливих, з високою оцінкою історичних розвідок, які провів автор для її написання.